# Le canzoni fanno male
Le canzoni fanno male è un brano musicale del 2017 scritto da Kaballà e Francesco Bianconi e interpretato da Marianne Mirage, che l'ha presentato in gara al Festival di Sanremo 2017 nella categoria "Nuove proposte".
Il brano è contenuto nell'EP omonimo, uscito per Sugar Music qualche giorno dopo il singolo.

## Tracce
- Download digitale

1. Le canzoni fanno male – 3:04